# Mesorhaga clavicauda
Mesorhaga clavicauda är en tvåvingeart som beskrevs av Van Duzee 1925. Mesorhaga clavicauda ingår i släktet Mesorhaga och familjen styltflugor.
Artens utbredningsområde är Illinois. Inga underarter finns listade i Catalogue of Life.